# Bosse Andersson (kristen sångare)
Bosse Andersson, Bo Erik Sivert Andersson, född 6 januari 1947 i Bro-Malma församling, Västmanland, död 11 april 2023 i Vetlanda distrikt i Jönköpings län, var en svensk kristen countrysångare, musiker och evangelist. Han och hans hustru Anita Andersson är kända under artistnamnet Bosse & Anita. Bosse Andersson har även skrivit svenska texter till engelska låtar. 
Bosse Andersson gjorde minst en EP tillsammans med Pergöran Ekeroos, på skivbolaget Kronofon, inspelade hos Evan Ljunggren i Falks Studio i Eksjö, med Arne Fernsund som producent. Sannolikt skedde detta under tiden 1967–1969.
Sin första skiva släppte Bosse Andersson på egen hand innan han 1967 började turnera med hustrun Anita i Sverige och utomlands. De har släppt ett 25-tal skivor tillsammans och även medverkat i tv. Några år på 1970- och 1980-talen var även parets son Jackie (född 1970) med på turnéerna som trummis och sångare. Bosse och Anita medverkade i tv-succén Minns du sången som producerades av TV Inter och sändes av Sveriges Television åren omkring 2000. Där berättade han att han i unga år varit musiker åt Lapp-Lisa och att han och hustrun Anita sjungit på åtskilliga marknader genom åren.
På senare år har Bosse och Anita Andersson bland annat medverkat i möteskampanjer med sångarevangelisterna Målle Lindberg, Nenne Lindberg och Ted Sandstedt.
De gifte sig 1968 och var sedan 1970-talet bosatta i Vetlanda.

## Diskografi i urval
- Bosse Andersson: Nere i dalen (Maranata) (1960-talet)
- Sångarevangelist Bosse Andersson (singel) (MRM)
- Bosse & Anita – Tro hopp och kärlek (Evangelii Center records)
- Bosse & Anita – Anita & Bosse Andersson (Evangelii center Records) (1970-talet)
- Bosse & Anita – Country favoriter
- Bosse & Anita – Country nostalgi
- Bosse & Anita – Countrydrömmar
- Bosse & Anita – Golden Country
- Bosse & Anita – Sånger vi aldrig glömmer
- Country på svenska (1970-talet)
- Country på vårt sätt – Bosse, Anita, Jackie (omkr 1977)
- Country för alla med Bosse, Anita, Jackie (1978)
- Bosse, Anita & Jackie – Minns du
- Countryminnen med Bosse & Anita
- Bosse & Anita – Country för dig (Bonita Sound) (1990)
- Bosse & Anita – Country collection
- Bosse & Anita – Country collection 2
- Bosse & Anita – Från Countrydrömmar till pärleport (2008)

### På Youtube
- Youtube: Bosse och Anita - På väg igen
- Youtube: Bosse och Anita - Mitt hem bortom bergen (från Minns Du Sången)